# Erdőbénye
Erdőbénye est un village et une commune du comitat de Borsod-Abaúj-Zemplén en Hongrie.

## Géographie
Erdőbénye est situé au pied du massif du Zemplén, dans le vignoble du Tokaj, entre 150 et 170 mètres d'altitude.

## Économie
Relativement isolé, le village attire les amateurs de vin. On y trouve plusieurs caves (pincék) proposant de la vente directe de vins blancs de Tokaj, ainsi qu'un complexe hôtelier.

## Transports en commun
Il existe une gare nommée Erdőbénye sur la ligne Szerencs - Sárospatak - Sátoraljaújhely, mais celle-ci se trouve dans le village de Szegilong, à 7 Km.
Une liaison par bus relie cette gare au village d'Erdőbénye, et continue quelques fois par jour jusqu'à Sima et Baskó. 

## Édifices et lieux d'intérêt
La colline Mulató-hegy, et le lac de carrière situé au pied de celle-ci.